# Imatu järv
Imatu järv är en sjö i Estland.   Den ligger i landskapet Ida-Virumaa, i den östra delen av landet, 160 km öster om huvudstaden Tallinn. Imatu järv ligger 47 meter över havet. Arean är 0,11 kvadratkilometer.  I omgivningarna runt Imatu järv växer i huvudsak blandskog. Den sträcker sig 0,7 kilometer i nord-sydlig riktning, och 0,3 kilometer i öst-västlig riktning.